# Dan Wallin

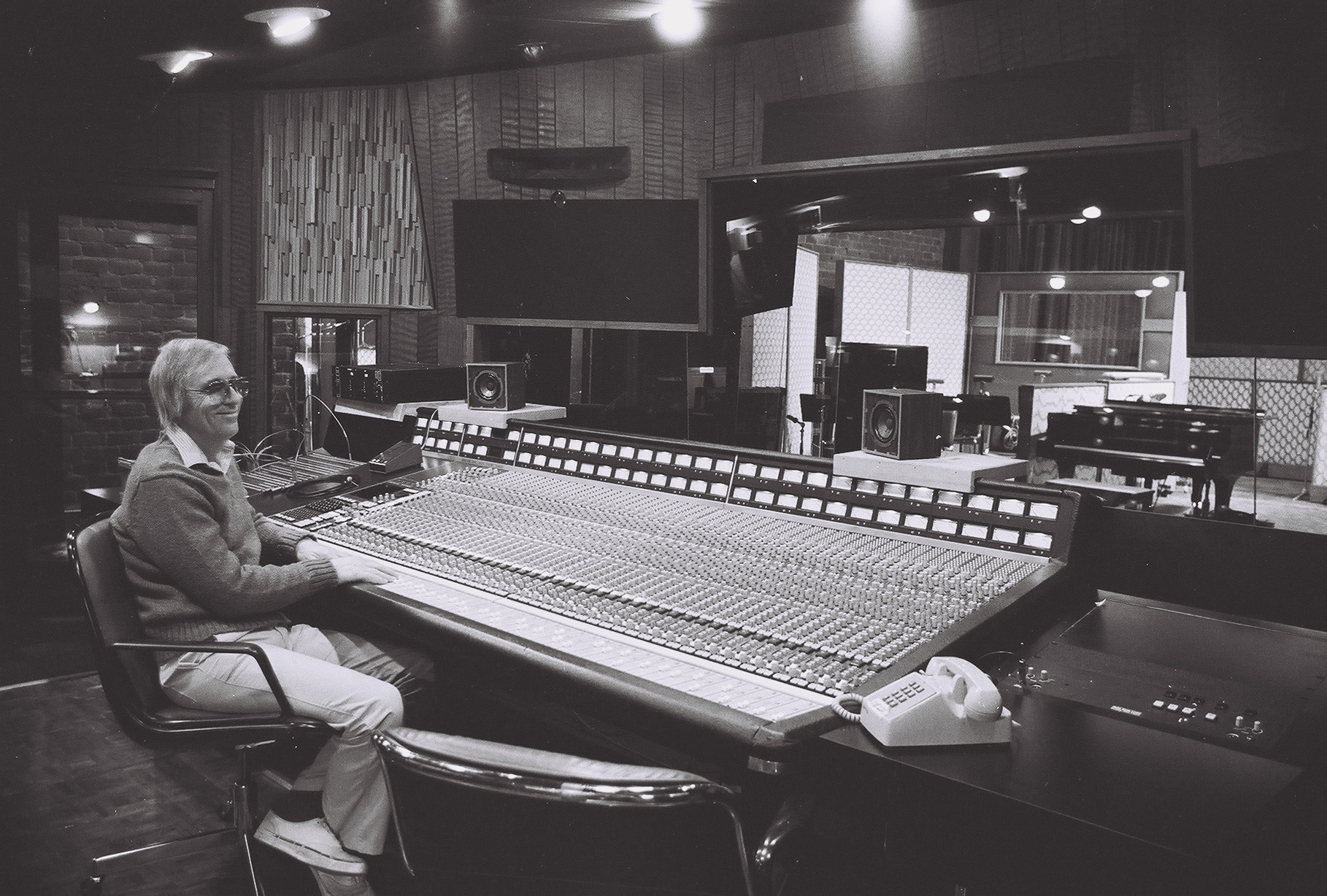
Dan Wallin, 1980er Jahre

Daniel Guy „Dan“ Wallin (* 13. März 1927 in Los Angeles, Kalifornien; † 10. April 2024 auf Hawaii) war ein US-amerikanischer Tonmeister.

## Leben
Wallin begann seine Karriere 1960, sein Spielfilmdebüt war der Monumentalfilm Spartacus. Bis 2013 arbeitete er an über 500 Filmproduktionen und ist damit einer der meistbeschäftigten Tonmeister Hollywoods. Er war 1971 für den Dokumentarfilm Woodstock erstmals für den Oscar in der Kategorie Bester Ton nominiert; 1977 folgte eine zweite Oscar-Nominierung für A Star Is Born. Wallin ging jedoch bei beiden Verleihungen leer aus. Für A Star Is Born erhielt er zudem eine Nominierung für den BAFTA Film Award in der Kategorie Bester Ton.
Für seine Leistungen für das Fernsehen war er zwischen 1993 und 2009 drei Mal für den Primetime Emmy nominiert, 2009 gewann er die Auszeichnung für die Tonabmischung der Fernsehübertragung der Oscarverleihung 2009.

## Filmografie (Auswahl)
- 1960: Spartacus
- 1966: Wer hat Angst vor Virginia Woolf? (Who’s Afraid of Virginia Woolf?)
- 1967: Bonnie und Clyde (Bonnie and Clyde)
- 1968: Bullitt
- 1969: Nur Pferden gibt man den Gnadenschuß (They Shoot Horses, Don’t They?)
- 1969: The Wild Bunch – Sie kannten kein Gesetz (The Wild Bunch)
- 1970: Woodstock (Woodstock – 3 Days of Peace & Music)
- 1971: Dirty Harry
- 1971: THX 1138
- 1973: Pat Garrett jagt Billy the Kid (Pat Garrett & Billy the Kid)
- 1976: A Star Is Born
- 1976: Die Unbestechlichen (All the President’s Men)
- 1976: Taxi Driver
- 1977: Saturday Night Fever
- 1982: Garp und wie er die Welt sah (The World According to Garp)
- 1982: Star Trek II: Der Zorn des Khan (Star Trek II: The Wrath of Khan)
- 1985: Jenseits von Afrika (Out of Africa)
- 1986: Star Trek IV: Zurück in die Gegenwart (Star Trek IV: The Voyage Home)
- 1989: Indiana Jones und der letzte Kreuzzug (Indiana Jones and the Last Crusade)
- 1996: From Dusk Till Dawn
- 2004: Die Unglaublichen – The Incredibles (The Incredibles)
- 2009: Star Trek
- 2013: Star Trek Into Darkness

## Auszeichnungen (Auswahl)
- 1971: Oscar-Nominierung in der Kategorie Bester Ton für Woodstock
- 1977: Oscar-Nominierung in der Kategorie Bester Ton für A Star Is Born
- 1978: BAFTA-Film-Award-Nominierung in der Kategorie Bester Ton für A Star Is Born